# NRP Espadarte (E)
O NRP Espadarte (indicativo visual: E) foi o primeiro submarino a entrar ao serviço ativo da Marinha Portuguesa.

## História
Este navio foi encomendado em 1907, durante o reinado de D. Carlos I. Foi construído nos Estaleiros Navais de La Spezia, em Itália, entrando ao serviço no dia 15 de Abril de 1913, o que tornou a Marinha Portuguesa numa das primeiras do mundo a ser equipada com este tipo de plataforma de armas. O seu primeiro comandante foi o Primeiro-Tenente Joaquim de Almeida Henriques.
O NRP Espadarte estava armado com quatro torpedos, lançáveis por dois tubos.
Juntamente os submarinos da Classe Foca, de caraterísticas semelhantes mas mais aperfeiçoados, adquiridos em 1917, o Espadarte formou a 1.ª Esquadrilha de Submarinos da Marinha Portuguesa. Esta Esquadrilha serviu durante a Primeira Guerra Mundial sendo desactivada com a entrada ao serviço de novos submarinos em 1934, apesar do Espadarte ter sido desarmado ainda antes, em 1928.
Em 1934 o nome Espadarte foi novamente atribuído a um dos submarinos da nova Classe Delfim.